# 1. kniha Henochova
1. kniha Henochova (též Etiopský Henoch) je jedním z nejznámějších starozákonních apokryfů. Je to celkem pět původně samostatných knih, které jsou spojeny postavou Henochovou. Henoch je jako prastará biblická postava příjemcem nadpřirozených zjevení o běhu a podstatě světa. Kniha spadá do apokalyptického žánru a některé její části jsou typickými a ryzími apokalypsami.

## Povaha, datace, jazyk
1. knihu Henochovu tvoří celkem pět samostatných knih a dva dodatky:
- Kniha strážců (1–36)
- Kniha podobenství (37–71)
- Astronomická kniha (72–82)
- Kniha snů (83–91)
- Epištola (92–105)
- První dodatek - Narození Noeho (106–107)
- Druhý dodatek – Eschatologické napomenutí (108)

Jednotlivé knihy pochází z různých historických dob. Nejstarší jsou Astronomická kniha a Kniha strážců, které pochází až ze 3. století př. n. l. Nejstarší rukopisy těchto textů z kumránských svitků jsou 4Q208 pro Astronomickou knihu (přelom 3. a 2. století př. n. l.) a pro Knihu strážců 4Q201 a 4Q202 (první polovina 2. století př. n. l.). Kniha strážců je také citována v knize Jubileí, která je datována do poloviny 2. století př. n. l. Kniha snů a Epištola pochází z období Makabejského povstání a nejmladší kniha Podobenství z přelomu letopočtů. První z dodatků pochází z 1. století př. n. l. a je dochován v rukopisu 4Q203 (poslední třetina 1. století př. n. l.). Druhý dodatek byl napsán jako závěr už ucelené sbírky.
Tyto spisy byly pravděpodobně původně psány v aramejštině (viz nálezy v Kumránu). Z aramejštiny následně přeloženy do řečtiny a z řečtiny (nejspíše už ve formě ustálené sbírky) do klasické etiopštiny, ve které se jako jediné dochoval celý text. Proto se označují i jako „Etiopský Henoch“, na rozdíl od 2. knihy Henochovy, tzv. „Staroslověnského Henocha“.

## Části knihy

### Kniha strážců
Tato kniha zahrnuje kapitoly 1 – 36. Má tři části:
- 1 – 5 úvod, řešící otázku údělu spravedlivých.
- 6 – 16 text rozpracovává biblický oddíl Gen 6, kde se hovoří o božích dětech, které se ženily s lidskými dcerami a ty jim plodily obry. Kniha strážců zde spojuje dvě tradice; podle jedné je původcem všeho toho zla Šemichaza a hřích spočívá ve smíšených sňatcích andělů s lidskými dcerami. Podle druhé tradice je hlavním svůdcem a viníkem Asáél a hřích spočívá ve zjevení tajemství, která lidem nenáležela, lidským dcerám. Významným prvkem je zde přesunutí původu zla z hříchu prvních lidí (Adama a Evy) na padlé anděle a na text Gn 6. Text neodráží žádnou konkrétní společenskou nebo politickou krizi, spíš jen vzdáleně připomíná snad kulturní šok po válce Diadochů.
- 17 – 36 Henochova cesta, na níž poznává strukturu s principy chodu vesmíru. Text se zaobírá kosmologií, je přítomen i zájem o eschatologii.

### Kniha Podobenství
Na této knize se zdá, že závisí Matoušovo evangelium, a nalézají se v ní pravděpodobně narážky na Heroda Antipu, proto se datuje mezi roky 50 a 70 n. l.
Jedná se o tři podobenství a 2 dialogy. Jejich předmětem je to, co nastane po soudu, ale současně i otázky kosmologické. Typickým apokalyptickým prvkem je skutečnost, že moudrost nesídlí na zemi, že tedy není možné jí dojít přemýšlením, ale pouze zjevením. Dalším výrazným motivem je skupina spravedlivých a pronásledování, to vše v rámci židovství. Autor pravděpodobně pochází z přesně vymezené židovské skupiny.
V tomto spisu se objevuje i významná postava Syna člověka, známého především z knihy Daniel, z evangelií a ze Zjevení sv. Jana. Zde se jedná pravděpodobně o „zástupnou bytost“, která v nebeské sféře zastupuje onu zmíněnou skupinu spravedlivých. Ztotožnění Syna člověka se samotným Henochem na konci knihy Podobenství je patrně až pozdějšího data a je v rozporu se zbytkem knihy.

### Astronomická kniha
Archanděl Uriel provází Henocha zjevením, při němž jsou Henochovi odkryta tajemství pohybu nebeských těles (hlavně Slunce a Měsíce) a kalendář o 364 dnech. Smysl celého tohoto zjevení je vyjádřen na závěr (82) a je jím správné zachovávání kalendáře.

### Kniha snů
Henoch vypráví dva sny, kterých se mu dostalo ještě v době před svatbou. První (83–84) je velmi krátký a pojednává o potopě, která má na zem přijít. Ústí do modlitby, v níž Henoch prosí za zachování rodu spravedlivých před záhubou. Druhý sen (85–91) je mnohem delší a obsahuje tzv. „Apokalypsu zvířat“ či „Zvířecí apokalypsu“. Tato apokalypsa převypravuje obrazným způsobem dějiny od stvoření Adama až po dobu pisatele (2. stol. př. n. l.?) a ústí do eschatologických událostí, soudu, obnovy země a zničení hříšníků. Autorem tohoto původně samostatného textu je člen nějaké židovské náboženské sekty z přibližně 2. století př. n. l., patrně z dob Makabejských válek. Své jméno dostala tato apokalypsa proto, že všichni aktéři jsou ztvárněni jako různá zvířata: býci a krávy jsou první lidé až po Jákoba, ovce znázorňují Izraelity, psi Pelištejce, vlci Egypťany apod.